# Kostamo (sjö i Tohmajärvi, Norra Karelen)
Kostamo är en sjö i kommunen Tohmajärvi i landskapet Norra Karelen i Finland. Sjön ligger 82,2 meter över havet. Den är 4,6 meter djup. Arean är 1,04 kvadratkilometer och strandlinjen är 4,52 kilometer lång. Sjön  ingår i Vuoksens huvudavrinningsområde.   Den ligger omkring 28 kilometer sydöst om Joensuu och omkring 360 kilometer nordöst om Helsingfors. 